# NGC 3914
NGC 3914 is een balkspiraalstelsel in het sterrenbeeld Maagd. Het hemelobject werd op 13 april 1784 ontdekt door de Duits-Britse astronoom William Herschel.

## Synoniemen
- UGC 6809
- MCG 1-30-17
- ZWG 40.50
- IRAS 11479+0650
- PGC 37014